# Jean-Louis Ezine
Jean-Louis Ezine, né le 24 septembre 1948 à Cabourg dans le Calvados, est un journaliste, critique littéraire, chroniqueur à la radio et écrivain français.

## Biographie
Né Jean-Louis Bunel du nom de sa mère avant de prendre, vers l'âge de trois ans, celui de son beau-père,, Jean-Louis Ezine grandit à Lisieux et Houlgate en Normandie. Il est pensionnaire au collège de Livarot de 1959 à 1963 puis fait des études littéraires et de philosophie. Alors qu’il est étudiant à Caen, il débute dans le journalisme comme pigiste à l’hebdomadaire Pays d'Auge-Tribune.
Il part à Paris, puis effectue son service militaire en 1968-69 à Toulon, à Fréjus et enfin à Djibouti dans l'infanterie de marine.
Jean-Louis Ezine intègre la rédaction de Pif Gadget. En 1972, il devient critique littéraire aux Nouvelles littéraires, journal dont il devient rédacteur en chef et directeur littéraire, puis entre en 1984 au Nouvel Observateur jusqu'à sa retraite en 2018,. Il a également collaboré à L'Express et, depuis 2020, à la revue du Chasse-Marée. Son travail de critique littéraire l'amène à côtoyer plus particulièrement Aragon, Cioran, Le Clézio et Modiano, écrivains dont il devient un « confident ».
Jean-Louis Ezine a tenu à partir du 8 janvier 1990 une chronique quotidienne de trois minutes sur France Culture — prenant la forme d'un billet d'humeur humoristique et souvent caustique —, dans les émissions matinales successives de la station : Culture matin, Tout arrive !, Pas la peine de crier, puis La Matinale ; le 19 juillet 2013, il livre sa 5 651 e et dernière chronique après leur arrêt décidé par la radio. Il est également membre de la tribune littéraire du Masque et la Plume sur France Inter — dont il est un pilier, et l'un des intervenants au ton le plus singulier tout à la fois « espiègle et malicieux » —, depuis le début des années 1990 jusqu'en 2018. Il fait son retour dans cette émission le 31 janvier 2021.
En 2011, il fait partie du jury de prix Françoise-Sagan.
Après la mort de sa mère, il apprend l'existence de sa famille maternelle et sa généalogie de gens de peu.  Ne sachant pas trop comment leur rendre hommage, il décide d'apprendre le violoncelle, avec l'intention d'aller jouer sur la tombe de chacun de ses ancêtres normands dont il découvre la vie passée. Quinquagénaire et médiocre violoncelliste, ce grand amateur de musique, prend des cours au conservatoire de Pontault-Combault aussi bien qu'à la Schola Cantorum où il est accueilli par les plus grands professeurs avec bienveillance.
Anne Gastinel lui a demandé  d'écrire la préface de son disque Bach - Suite pour Violoncelle en 2007.
Jean-Louis Ezine vit à Pontault-Combault. Il est par ailleurs un passionné de cyclisme, qu'il pratique en club, et sur lequel il a écrit de nombreux articles ou tenu des chroniques notamment lors du Tour de France pour Le Quotidien de Paris.

## Œuvre

### Romans
- 1983 : La Chantepleure, éditions du Seuil  (ISBN 2-02-006601-7)
- 2003 : Un ténébreux, éditions du Seuil  (ISBN 978-2-02-019342-9)
- 2009 : Les Taiseux, éditions Gallimard  (ISBN 9782070126521) — prix Maurice-Genevoix et prix Octave-Mirbeau
- 2025 : La Chaise, éditions Gallimard  (ISBN 978-2-07-308546-7)

### Recueils d'entretiens et de textes
- 1981 : Les Écrivains sur la sellette (recueil d'entretiens avec trente-huit écrivains), éditions du Seuil  (ISBN 9782020056366) — prix Broquette-Gonin de l’Académie française
- 1994 : Du train où vont les jours[9] (recueil des chroniques diffusées en 1994 sur France Culture), éditions du Seuil  (ISBN 9782020183543)
- 1994 : Propos d'un emmerdeur (entretiens avec René Étiemble), éditions Arléa  (ISBN 9782869592148)
- 1995 : Ailleurs (entretiens avec Jean-Marie Le Clézio), éditions Arléa  (ISBN 9782869592445)
- 1995 : Entre nous soit dit (entretiens avec Philippe Djian), éditions Plon  (ISBN 9782259181051)